# Paracito
Paracito è un distretto della Costa Rica facente parte del cantone di Santo Domingo, nella provincia di Heredia.
Paracito comprende 3 rioni (barrios):
- La Rejoya
- Manantial
- Represa